# Renminbi
El  renminbi (abreviado RMB) es la divisa de curso legal de la República Popular China y es emitida por el Banco Popular de China.
- en chino simplificado, 人民币; en chino tradicional, 人民幣; pinyin, rénmínbìⓘ; literalmente, ‘moneda del pueblo’

El yuan (código CNY) es la unidad básica del renminbi, y también es el nombre por el que se conoce a la propia divisa.
Cada yuan se fracciona en diez jiao o mao y cada jiao se divide en diez fen.
Para que el valor del renminbi no fluctúe dependiendo del mercado financiero, el yuan está fijado a una canasta de varias monedas internacionales. Su símbolo, como el del yen japonés, es una ye mayúscula con dos trazos (¥). El yuan es considerada una moneda de reserva por el Fondo Monetario Internacional, e integra la canasta de derechos especiales de giro desde octubre de 2016.
El 16 de enero de 2021, el Banco Popular de China y la SWIFT (Sociedad para las Comunicaciones Interbancarias y Financieras Mundiales) fundaron una empresa conjunta para promover el uso del yuan digital, que es la moneda digital del país asiático en los pagos transfronterizos.

## Historia
La palabra «yuan» tiene su origen en China, donde se empezó a utilizar la moneda de plata española conocida como «real de a ocho».
Durante el siglo XVI, los comerciantes europeos comenzaron a llegar a China con la intención de adquirir seda y porcelana, mientras que los chinos buscaban obtener plata, especialmente la gran moneda europea (real de a ocho). Y fue así como esta moneda llegó a China, donde se le dio el nombre de «yuan». En español, el «real de a ocho» se conocía como «peso» y en inglés se le llamaba «dólar».
El renminbi se puso en circulación por primera vez poco antes del triunfo de los revolucionarios en la guerra civil china de 1949. Una de las primeras tareas del nuevo gobierno fue poner fin a la hiperinflación que se había producido hacia el final del gobierno del Kuomintang.
En 1955 se hizo una revaluación, reemplazando un nuevo yuan por 10 000 de los antiguos.
Durante la era de la economía centralizada, el valor del renminbi era fijo, con valores poco realistas. 
En el año 2016, el FMI (Fondo Monetario Internacional) reconoció al yuan como moneda de reserva. A partir del 1 de octubre de 2016, el yuan empezó a integrar la canasta de derechos especiales de giro (DEG) del organismo, junto al dólar, el euro, la libra y el yen. El yuan es la tercera divisa con mayor peso dentro de la canasta, con un 10,92 % del total, por encima del yen (de Japón) y la libra esterlina (del Reino Unido).

## Unidades
La unidad básica del renminbi es el yuan, que se escribe en chino "元", antiguamente con el carácter más formal de "圆", literalmente «redondo». En el habla coloquial es más habitual pronunciar kuài, en chino, 块; literalmente, ‘trozo, pedazo’.
Un yuan se divide en 10 jiǎo, en chino simplificado y tradicional, 角; literalmente, ‘cuerno’. Popularmente se le denomina máo, en chino, 毛; literalmente, ‘pelo, pluma’. En español se podría traducir como décimos.
Un jiao se divide en 10 fēn, en chino simplificado y tradicional, 分; literalmente, ‘porción’, que equivalen a céntimos.
En la República Popular China es tan frecuente marcar los precios con el símbolo ¥ delante del número como con el carácter 元 detrás. También se emplea la abreviatura RMB cuando el símbolo ¥ no está disponible.

## Series emitidas
El valor de cada billete de banco está escrito en chino. Los números se escriben en caracteres numerales financieros chinos tanto como en números arábigos. El valor y las palabras Banco Popular de China se escriben también en mongol, tibetano, uigur y zhuang en el reverso de cada billete.

### Primera serie
La primera serie de billetes de banco del renminbi se introdujo durante la guerra civil china por el recién fundado Banco Popular de China el 1 de diciembre de 1948, casi un año antes de que se  fundara la República Popular China. Se acabó el 10 de mayo de 1955.

### Segunda serie
La segunda serie de billetes se introdujo el 1 de marzo de 1955.

### Tercera serie
La tercera serie de billetes se introdujo el 15 de abril de 1962.

### Cuarta serie
La cuarta serie de billetes renminbi se introdujo entre 1987 y 1997, aunque estaban fechados en 1980, 1990 o 1996.

### Quinta serie
En 1999 se introdujo progresivamente una nueva serie de billetes y monedas.

#### Edición príncipe (1999)
Las monedas de la edición príncipe reemplazaron los tres valores de la serie anterior, o sea, ¥0,1 (1 jiao), ¥0,5 (5 jiao) y ¥1.

#### Segunda edición (2005)
La edición de 2005 se introdujo el 31 de agosto de 2005 con los siguientes billetes y monedas afectados:
- billetes: 100, 50, 20, 10 y 5
- monedas: 0,1

## Monedas

### Posible diseño futuro
El 13 de marzo de 2006, la BBC informó de que algunos delegados a un cuerpo consultivo en la Asamblea Popular Nacional de la República Popular China habían propuesto incluir a Sun Yat-sen y a Deng Xiaoping en los billetes de banco. Sin embargo, es dudoso que la propuesta se lleve a cabo.

## Tipo de cambio
La moneda de la RPC, que durante la década anterior fue fijada a 8,28 yuan el dólar estadounidense, cambió de valor el 21 de julio de 2005 al tipo de 8,11 por dólar estadounidense, después del quite del tipo fijo al dólar y a causa de la presión de los Estados Unidos. El Banco Popular de China anunció también que el renminbi sería fijo a una canasta de monedas extranjeras, en vez de estar sólo comparado al dólar. Derivado de los últimos anuncios por parte de Reserva Federal de Estados Unidos en el 2015 (FED) la RPC ha tomado acciones de devaluación de su moneda para contrarrestar las pérdidas de la bolsa asiática.

### Poder adquisitivo
World Development Indicators 2005 ("Indicadores del desarrollo del mundo 2005") del Banco Mundial estima que un dólar estadounidense valía aproximadamente 1,8 yuan a causa de la paridad de poder adquisitivo en 2003. En 2007 un dólar estadounidense valía aproximadamente 7,5 yuan. En 2009, eran 6,83 por dólar estadounidense.

## Renminbi digital
En octubre de 2019, el banco central de China, PBOC, anunció el lanzamiento de un renminbi digital tras años de preparación. Esta versión de la moneda, también llamada DCEP (Digital Currency Electronic Payment), puede "desacoplarse" del sistema bancario para ofrecer a los turistas visitantes una muestra de la floreciente sociedad sin efectivo de la nación. El anuncio suscitó diversas reacciones: algunos creen que se trata más bien de control y vigilancia internos[23] y otros sostienen que los verdaderos obstáculos a la internacionalización del renminbi son los controles de capital de China, que no tiene previsto eliminar. Maximilian Kärnfelt, experto del Mercator Institute for China Studies, afirmó que un renminbi digital "no eliminaría muchos de los problemas que impiden que el renminbi se utilice más a nivel mundial". Gran parte del mercado financiero chino sigue sin estar abierto a los extranjeros y los derechos de propiedad siguen siendo frágiles".
El PBOC ha presentado más de 80 patentes en torno a la integración de un sistema de moneda digital, optando por la tecnología blockchain. Las patentes revelan el alcance de los planes de moneda digital de China. Las patentes, vistas y verificadas por el Financial Times, incluyen propuestas relacionadas con la emisión y el suministro de una moneda digital del banco central, un sistema de liquidaciones interbancarias que utiliza la moneda y la integración de monederos de moneda digital en las cuentas bancarias minoristas existentes. Varias de las 84 patentes examinadas por el Financial Times indican que China podría planear ajustar algorítmicamente el suministro de una moneda digital del banco central en función de determinados factores desencadenantes, como los tipos de interés de los préstamos. Otras patentes se centran en la creación de tarjetas con chip de moneda digital o monederos de moneda digital que podrían utilizar los consumidores bancarios y que estarían vinculados directamente a sus cuentas bancarias. Las patentes también apuntan a la "tokenómica" propuesta por el grupo de trabajo DCEP. Algunas patentes muestran planes hacia mecanismos programados de control de la inflación. Aunque la mayoría de las patentes se atribuyen al Instituto de Investigación de Moneda Digital del PBOC, algunas se atribuyen a empresas estatales o filiales del Gobierno central chino.
Desvelado por la Cámara de Comercio Digital (Chamber of Digital Commerce, un grupo de defensa estadounidense sin ánimo de lucro), su contenido arroja luz sobre los crecientes esfuerzos de Pekín por digitalizar el renminbi, lo que ha desatado la alarma en Occidente y espoleado a los banqueros centrales de todo el mundo a empezar a explorar proyectos similares. Algunos comentaristas han afirmado que Estados Unidos, que actualmente no tiene planes de emitir una moneda digital respaldada por el gobierno, corre el riesgo de quedarse rezagado respecto a China y poner en peligro su dominio del sistema financiero mundial,. Victor Shih, experto en China y profesor de la Universidad de California en San Diego, afirmó que la mera introducción de una moneda digital "no resuelve el problema de que algunas personas que tengan renminbi en el extranjero quieran venderlo y cambiarlo por dólares", ya que el dólar se considera un activo más seguro. Eswar Prasad, profesor de economía de la Universidad de Cornell, afirmó que el renminbi digital "difícilmente hará mella en el estatus del dólar como moneda de reserva mundial dominante" debido al "dominio económico, los mercados de capitales profundos y líquidos, y el marco institucional aún robusto" de Estados Unidos. La cuota del dólar estadounidense como moneda de reserva supera el 60%, mientras que la del renminbi ronda el 2%.
En abril de 2020, The Guardian informó de que la moneda digital e-RMB había sido adoptada en los sistemas monetarios de múltiples ciudades y "algunos empleados gubernamentales y funcionarios públicos [recibirán] sus salarios en la moneda digital a partir de mayo". The Guardian citaba un informe del China Daily en el que se afirmaba que "una moneda digital soberana proporciona una alternativa funcional al sistema de liquidación en dólares y atenúa el impacto de cualquier sanción o amenaza de exclusión tanto a nivel de país como de empresa.... También puede facilitar la integración en los mercados de divisas negociados a nivel mundial con un menor riesgo de interrupción de inspiración política". Se habla de probar el renminbi digital en los próximos Juegos Olímpicos de Invierno de Pekín en 2022, pero el calendario general de China para el despliegue de la moneda digital no está claro.